# Adrián Abonizio
Adrián Abonizio (Rosario, 31 de julio de 1956) es un músico, cantautor y guitarrista argentino de rock, y figura emblemática del género de la trova rosarina.

## Biografía
Abonizio es miembro de la Trova Rosarina, que llegó a la ciudad de Buenos Aires a principios de los años 1980. En 1991 participó en la musicalización del filme argentino-cubano De regreso (El país dormido).
Sus composiciones, entre las cuales se destacan «El témpano», «Mirta, de regreso», «Dios y el Diablo en el taller», las cuales se hicieron muy conocidas de la mano de Juan Carlos Baglietto.
A pesar de esto, su carrera se vio dificultada por su renuencia a participar de sellos discográficos grandes, porque, como dijo en una entrevista: «No encontré la gente que trabaje dignamente, que busque lo artístico, que es lo que yo pretendo».
En 2013 ganó el Premio Gardel al Mejor Álbum Nuevo Artista de Tango, con Tangolpeando.

### La banda Rosarinos
En 1997, junto a Lalo de los Santos, Rubén Goldín y Jorge Fandermole conformó el grupo Rosarinos, el cual llegó a editar un disco para ese mismo año.

## Discografía

### Solista
- 1984: Abonizio

1. Cantándole a los vivos
2. Corazón del milagro
3. Caballos de carrera
4. Pintar la sangre
5. Rieles de San Pedro
6. Zamba señorita
7. Plantas argentinas
8. La sombra de la guitarra

- 1989: Los años felices

1. Mi dulce señorita
2. Palestinos
3. Santo y ladrón
4. El cielo terminó
5. La marca de septiembre
6. Haciendo falta
7. Beso tu dolor
8. Corazón de barco
9. Un Zappo en la boca
10. Los años felices
11. Amor de la bruma

- 2000: Todo es humo (15 bonitas melodías)

1. Todo es humo
2. Amigos de lo ajeno
3. Vivir
4. Te hablo
5. Verbo corazón
6. Echesortu
7. La puerta
8. Te di
9. El soldado y la reina de las nieves
10. Club de almas
11. Familia de artistas
12. La villa de los milagros
13. Por esta vez
14. Y ahora
15. Dios y el Diablo en el taller

- 2001: Música para canallas (álbum dedicado a Rosario Central, equipo de fútbol del que es fanático).

1. Oratoria andaluza
2. Cuerdas auriazules
3. Amor canalla
4. Desembarco en La Habana
5. Patón y conductor
6. Tango para dos angelitos
7. Una dama jubilosa
8. Negro retinto
9. En nombre del padre
10. Centralización
11. El traidor
12. Las figus
13. Voces
14. Copas y copitas
15. Marcha oficial
16. Bonus track: Mensaje del Gran Lama para el tercer milenio.

- 2004: "Cualquier tren a ningún lado" (Adrián Abonizio-Rodrigo Aberastegui-Sergio "El muerto" Sainz)

1. No estamos a salvo
2. Carta a un ladrón
3. Descreo
4. Naranjas
5. Noche
6. Pibe del sur
7. Volar
8. Oración del remanso
9. La sombra de la guitarra
10. Tus brazos en cruz
11. Fauna marina
12. Cualquier tren a ningún lado
13. La negrita de Morón
14. Esta velocidad
15. El cómo y el porqué
16. Historia de Mate Cosido (así con "s")

- 2006: Extraño Conocido

1. Mirta, de regreso
2. Dios y el diablo en el taller
3. Dormite patria
4. El témpano
5. Cantándole a los vivos
6. Historia de Mate Cocido
7. Plantas argentinas
8. La villa de los milagros
9. Rieles de San Pedro
10. En tierra firme

- 2012: Tangolpeando

1. Mi flor querida
2. Un bosque en la frontera
3. Lo tuyo está al salir
4. Río Negro
5. Pata flaca
6. Constitución de noche
7. Dealer
8. Afuera
9. Luna de alpiste
10. Paranoia S.A.
11. Calamar
12. Cómplices

- 2016: La madre de todas las batallas

1. Un atril para Buenos Aires
2. Balas y fronteras
3. Un guerrero!
4. Chica McDonald
5. Corren, corren, corren
6. Aguiluchos
7. Desde el contener
8. Corrientes
9. Ay Labiu
10. La hora maldita
11. Consejos a un conejo
12. No nos mintamos más
13. Sin música

### Rosarinos
- 1997: Rosarinos

1. Basura en colores
2. Cuando
3. Corazón de barco
4. Tema de Rosario
5. El ogro y la luna
6. Canción del pinar
7. Duérmase mi amor
8. Y ahora
9. Otro ángel
10. Sueñero
11. El témpano
12. Un discepolín sin arrabal
13. Mirta de regreso
14. No te caigas campeón
15. Sueño de valeriana
16. Todo a mi favor
17. Aquella niña en soledad